# كنار زرد
 كُنار زرد (بالفارسية: كنارزرد) هي قرية في مقاطعة بستك تتبع ناحية كوخرد. في تعداد عام 2006، كان عدد سكانها 242 نسمة، من أصل من 53 عائلة. ويُذكر بأن كنار زرد لفظة فارسية معناها «السدرة الصفراء».